# Anne Hébert
Anne Hébert (Sainte-Catherine-de-la-Jacques-Cartier, a 25 km de Quebec, 1 de agosto de 1916 - Montreal, 22 de enero de 2000) fue una escritora, poetisa y guionista canadiense en lengua francesa. 

## Biografía
Hébert nació en Sainte-Catherine-de-Fossambault (nombre que más tarde cambió a Sainte-Catherine-de-Portneuf, y en 1984 a Sainte-Catherine-de-la-Jacques-Cartier), Quebec. Su padre, Maurice Hébert, era poeta y crítico literario. Era prima y amiga de la infancia del poeta modernista Hector de Saint-Denys Garneau. Comenzó a escribir poemas y relatos a una edad temprana.

## Trayectoria
A los veinte años, la obra de Hébert se había publicado en varias publicaciones periódicas. Su primer poemario, Les Songes en Équilibre, se publicó en 1942. En él se describe a sí misma como una solitaria en un «sopor onírico». Recibió críticas positivas y le valió el Prix David.
Triste por la muerte en 1943 de su primo de treinta y un años, Hector de Saint-Denys Garneau, y por la muerte de su única hermana Marie en 1952, la poesía de Hébert se llenó de imágenes de muerte y ahogamiento. Ningún editor quebequés quiso publicar su colección de relatos de 1945, Le Torrent. Finalmente se publicó en 1950 a expensas de Roger Lemelin. Los provocativos cuentos se consideraron chocantes en su momento, pero más tarde crecieron en popularidad.
Hébert estuvo afiliada a la primera oficina cinematográfica de Canadá. Trabajó para Radio Canada, Film Board of Canada y National Film Board of Canada durante la década de 1950.
De nuevo, no pudo encontrar editor para su segundo libro de poesía llena de angustia, Le Tombeau des rois (La tumba de los reyes), y tuvo que publicarlo por su cuenta en 1953. En 1954 Hébert utilizó una beca de la Royal Society of Canada para trasladarse a París, pensando que la ciudad sería más receptiva a sus escritos.
Les Chambres de bois (1958), su primera novela, era una historia apasionada que describía la violencia y la brutalidad a través de imágenes evocadoras. Hébert fue una de las primeras escritoras quebequenses en experimentar en su obra con la expresión de la alienación y la rebelión, más que con la narración y el debate realistas.
En 1960, durante la Revolución silenciosa de Quebec, Hébert publicó Mystère d'une parole, una nueva colección de poemas sobre temas más realistas que su obra anterior.
La novela de Hébert de 1970 Kamouraska combina dos historias románticas pero de suspense y está ambientada en el Québec del siglo XIX.
Los hijos del sabbat, su tercera novela, aparece en 1975. En 1978, el primer ministro de la provincia de Quebec, René Lévesque le ofrece el puesto de teniente gobernador de Quebec, cargo que rechaza. En 1982, tras la aparición de su cuarta novela, Eloísa, la escritora se convierte en la cuarta canadiense francófona y en la segunda quebequesa que obtiene un gran premio literario. En efecto, consigue el premio Femina por su quinta novela, Los locos de Bassan.
En 1983, es nombrada doctor honoris causa por la Universidad de Laval. Este título se agrega a los obtenidos anteriormente, por la Universidad de Toronto en 1969, Universidad de Guelph en 1970, UQAM en 1979 y por último, Universidad McGill en 1980. En 1988 publica su sexta novela, El primer jardín, homenaje a las mujeres fundadoras de Nueva Francia. Una séptima novela, El niño cargado de sueños, aparece en 1992. En 1995, a los 70 años, publica Aureliano, Clara, la señorita y el teniente inglés, una historia a medio camino entre la poesía y la prosa. Su quinto libro de poemas, Poemas para la mano izquierda se publica dos años después.
A principios de 1998, Anne Hébert, que llevaba 32 años viviendo en París regresa a Montreal. En 1999 publica la que será su última novela, Un Habit de lumière. En efecto, muere, de cáncer de huesos, unos meses más tarde en el hospital Notre-Dame de Montreal el 22 de enero de 2000. Tenía 83 años.

## Premios y reconocimientos
El primer libro de poesía de Hébert, Les Songes en Équilibre, ganó el Prix David de Quebec. Ganó el Prix France-Canada y el Premio Ludger-Duvernay en 1958 por Les chambres de bois.
Hébert fue elegida miembro de la Royal Society of Canada en 1960.
Sus Poèmes (una reedición de Le Tombeau des rois, junto con una sección de nuevos poemas, Mystère de la parole) ganaron el Governor General's Award de poesía en 1960. Ganó dos veces el Premio del Gobernador General de ficción, por sus novelas Les enfants du sabbat (1975) y L'enfant chargé des songes (1992).
Ganó el Premio Molson en 1967.
Hébert ganó el Prix de librairies de Francia por su novela de 1970 Kamouraska y el Prix Fémina por su novela de 1982 Les fous de Bassan. Ambos libros también han sido llevados al cine, Kamouraska en 1973 dirigida por Claude Jutra, y Les fous de Bassan en 1986 por Yves Simoneau. Kamouraska también ganó el Gran Premio de la Académie royale de la langue françaises de Belgique.
La obra de Hébert ha sido traducida al menos a siete idiomas, entre ellos el inglés, el alemán, el italiano, el japonés y el español. La traducción inglesa de Le premier jardin, The First Garden, ganó el Premio Félix Antoine-Savard de Traducción en 1991,
L'école Anne-Hébert, inaugurada en Vancouver en 1983, es una escuela primaria que ofrece enseñanza desde preescolar hasta sexto curso únicamente en francés.
En 2013, el documentalista Michel Langlois estrenó Anne des vingt jours, un documental biográfico sobre Hébert.

### Premios literarios
- 1943 : Premio Athanase-David, '”guerra de clanes”
- 1952 : Premio Athanase-David
- 1958 : Premio Quebec-París, Las habitaciones de madera
- 1958 : Premio Ludger-Duvernay, por su obra poética
- 1968 : Premio Molson, por sa poesía
- 1971 : Premio de los libreros de Francia, por Kamuraska
- 1973 : Premio de la Academia Real de Bélgica, por Kamuraska
- 1975 : Premio del Gobernador general, por Los hijos del Sabbat
- 1976 : Premio Príncipe Pierre de Monaco, por el conjunto de su obra
- 1978 : Premio Athanase-David, por el conjunto de su obra
- 1982 : Premio Femina, por Los alcatraces
- 1982 : Premio del Gobernador general
- 1984 : Medalla de la Academia de las letras del Quebec
- 1987 : Premio Fleury-Mesplet
- 1988 : Premio Literario Canada-Comunidad Francesa de Bélgica
- 1990 : Premio del Gobernador general
- 1992 : Premio del Gobernador general, por El niño cargado de sueños
- 1993 : Premio Alain-Grandbois, por Le jour n'a d'égal que la nuit
- 1993 : Premio Gilles-Corbeil, por el conjunto de su obra
- 1999 : Premio France-Québec, por Un traje de luz
- 2000 : Premio Jean-Hamelin, por Un traje de luz

### Galardones
- 1989 : Compagnon de la Orden del Canadá
- 1985 : Oficial de la Orden nacional del Quebec
- 1993 : Miembro de la Orden de los francófonos de América

### Sello de correos conmemorativo
El 8 de septiembre de 2003, para conmemorar el 50 aniversario de la Biblioteca Nacional de Canadá, Correos de Canadá lanzó una serie especial conmemorativa, «Los escritores de Canadá», con un diseño de Katalina Kovats, que incluía dos sellos anglo-canadienses y dos franco-canadienses. Se emitieron tres millones de sellos. Los dos autores francocanadienses utilizados fueron Hébert y su primo, Hector de Saint-Denys Garneau.

### Novelas
- 1950 : El torrente ("Le Torrent")
- 1958 : Las habitaciones de madera ("Les Chambres de bois")
- 1970 : Kamuraska ("Kamouraska")
- 1975 : Los hijos del sabbat ("Les Enfants du sabbat")
- 1980 : Eloísa ("Héloïse")
- 1982 : Los alcatraces ("Les Fous de Bassan") - Editorial Impedimenta, 2021. Traducción de Luisa Luciux Venegas. Ganador del Premio Femina de 1982
- 1992 : El niño cargado de sueños ("L'Enfant chargé de songes")
- 1995 : Aureliano, Clara, la señorita y el teniente inglés ("Aurélien, Clara, mademoiselle et le lieutenant anglais")
- 1999 : Un traje de luz ("Un Habit d'lumière")
- 2001 : Un refugio tempo ("Un Abri Tempo")

### Poesía
- 1942 : Los sueños en equilibrio ("Les Songes en équilibre")
- 1953 : La tumba de los reyes ("Le Tombeau des rois")
- 1997 : Poemas para la mano izquierda ("Poèmes pour la main gauche")

### Historias cortas
- Seguro que hay alguien ("Il y a certainement quelqu'un")

### Guiones de películas
- 1953 : Lock-Keeper (corto)
- 1954 : The Charwoman (corto)
- 1955 : Needles and Pins (corto)
- 1959 : La Canne à pêche
- 1960 : Saint-Denys Garneau (corto)
- 1961 : L'Étudiant (corto)
- 1973 : Kamouraska
- 1987 : Les Fous de Bassan